# Herb gminy Konopnica (powiat lubelski)
Herb gminy Konopnica – symbol gminy Konopnica.

## Wygląd i symbolika
Herb przedstawia na tarczy białego pół-kozła z podniesionymi przednimi nogami, na niebieskim tle.